# Антонина (име)
Антонина је женско име које припада романској групи језика, а јавља се у Шпанији, Енглеској, Немачкој, Пољској, Русији и Италији. Потиче из латинског језика и означава ону „која је вредна“ (у смислу награде). У Србији је ово име изведено од имена Антоније.

## Имендани
У Пољској се слави више имендана: 1. март, 3. мај, 12. јун и 31. октобар; у Русији два: 14. марта и 23. јуна, а у Литванији 28. октобра.

## Популарност
У периоду од 1900. до 1910. ово име је било међу првих 1.000 имена у САД, а у јужној Аустралији 1999. и 2003.